# Закон Магнусона — Стивенса о сохранении рыбных запасов и управлении рыболовством
Закон Магнусона — Стивенса о сохранении рыбных запасов и управлении рыболовством (англ. Magnuson-Stevens Fishery Conservation and Management Act), обычно именуемый законом Магнусона — Стивенса — закон США об оптимальном осуществлении прибрежного рыболовства. Принят в 1976 году, с тех пор в него были внесены поправки в соответствии с политикой устойчивого развития.
Региональные советы Национальной службы морского рыболовства (NMFS) определяют случаи чрезмерного вылова и применяют региональные и индивидуальные ограничения на вылов. NMFS внедрила Индекс устойчивости рыбных запасов (FSSI), который измеряет ключевые запасы в зависимости от их статуса чрезмерного вылова и уровней биомассы.

## Основные сведения
Закон Магнусона — Стивенса о сохранении и управлении рыболовством является основным законом, регулирующим управление рыболовством в федеральных водах Соединенных Штатов. Закон назван в честь сенаторов США Уоррена Магнусона от штата Вашингтон и Теда Стивенса от Аляски.
Закон Магнусона — Стивенса изначально был принят как «Закон о сохранении и управлении рыболовством 1976 года». Законопроект HR 200 был принят 94-й сессией Конгресса США и вступил в законную силу после подписания президентом Джеральдом Фордом 13 апреля 1976 года.
В него много раз вносились поправки. Двумя основными недавними поправками к закону были Закон об устойчивом рыболовстве 1996 года, а затем, 10 лет спустя, был принят «Закон Магнусона — Стивенса о сохранении рыболовства и повторном разрешении управления рыболовством от 2006 года».